# A Fidzsi-szigetek világörökségi helyszínei
A Fidzsi-szigetek területéről eddig egy helyszín került fel a világörökségi listára, három helyszín a javaslati listán várakozik a felvételre.
| | Levuka történelmi kikötőváros |
| Felvétel: 2013 |                               |
| Kulturális (II)(IV)() |                               |
| Hivatkozás: 1399, védett terület: 69,6 ha, pufferzóna: 363 ha |                               |
| Levuka kikötőváros Ovalau szigetén fekszik egy kihunyt vulkán pálmaerdővel borított lábánál. Az 1820-as évektől indult fejlődésnek amikor amerikai és európai telepesek kereskedelmi központtá alakították és a Fidzsi-szigetek első gyarmati fővárosává tették. Kikötőt, lakóházakat, raktárakat, vallási célú épületeket, iskolákat emeltek, ezek általában egy vagy kétszintes hullámlemezből és gerendákból álló építmények. Nagy részük jó állapotban van, ez annak köszönhető, hogy az 1970-es évek óta kiemelt figyelmet fordítanak megóvásukra. A város szerkezete koncentrikus, a főutak a fallal védett központtól sugárirányban indulnak kifelé. Levuka 1874-ben harcok nélkül angol fennhatóság alá került. 1822-ben elvesztette fővárosi rangját, de ennek ellenére továbbra is a kereskedők kedvelt célpontja maradt, így fejlődése folyamatos volt. Fennmaradt épületeinek túlnyomó többsége a 19. század közepéről származik. Legfontosabb részei Totoga és Nasau bennszülött falvai (amelyek mellé a város települt), a Parlament, a vámraktár, a Szent Szív-katedrális, a városháza, a Levuka Állami iskola, a munkások lakhelyei és a gombgyártó üzem. |                               |

## Javasolt helyszínek
| Megnevezés                          | Kép | Típus      | Kritérium  | Év   | Link |
| ----------------------------------- | --- | ---------- | ---------- | ---- | ---- |
| Yaduataba tarajos leguán rezervátum |     | Természeti | X          | 1999 | 1376 |
| Sigatoka homokdűnéi                 |     | Kulturális | III, IV, V | 1999 | 1375 |
| Sovi-medence                        |     | Kulturális | III, IV, V | 1999 | 1374 |